# Obwaldner Wochen-Zeitung
Die Obwaldner Wochen-Zeitung war eine schweizerische Wochenzeitung, herausgegeben in Sarnen im Kanton Obwalden. Sie war liberal ausgerichtet und erschien erstmals am 17. Juni 1862. Im Dezember 1865 wurde der Titel in Obwaldner Zeitung abgeändert. Die Zeitung wurde zum Jahresende 1873 eingestellt.
Gründer und Redaktor der Zeitung war der Politiker Nicolaus Hermann.